# Chaumont (Cher)
Chaumont ist eine französische Gemeinde mit 46 Einwohnern (Stand: 1. Januar 2022) im Département Cher in der Region Centre-Val de Loire; sie gehört zum Arrondissement Saint-Amand-Montrond und zum Kanton Dun-sur-Auron. 

## Geografie
Chaumont liegt etwa 44 Kilometer südöstlich von Bourges. Umgeben wird Chaumont von den Nachbargemeinden Blet im Norden, Givardon im Osten, Neuilly-en-Dun im Südosten und Süden, Bannegon im Südwesten sowie Chalivoy-Milon im Westen und Nordwesten.

## Bevölkerungsentwicklung
| Jahr                       | 1962 | 1968 | 1975 | 1982 | 1990 | 1999 | 2006 | 2019 |
| Einwohner                  | 64   | 78   | 60   | 48   | 37   | 49   | 50   | 50   |
| Quellen: Cassini und INSEE |      |      |      |      |      |      |      |      |